# Yōichi Masukawa
Yōichi Masukawa (増川 洋一?, Masukawa Yōichi; Prefettura di Kanagawa, 27 dicembre 1978) è un doppiatore giapponese ed è affiliato con la Production Ace.

## Doppiaggio

### Anime
- Amaenaideyo (Yume Karyuudo)
- Desert Punk (Tamehiko Kawano)
- The Galaxy Railways (Franz)
- Gokusen (Haruhiko Uchiyama)
- Hoshin Engi (Sibuxiang)
- Kekkaishi (Shu Akitsu)
- Naruto (Rock Lee)
- Naruto: Shippuden (Rock Lee)
- Rock Lee - Prodezze di un giovane ninja (Rock Lee)
- Zentrix (Mango)

### Videogiochi
- Battle Stadium D.O.N (Rock Lee)
- Naruto: Ultimate Ninja (Rock Lee)
- Naruto: Clash of Ninja 2 (Rock Lee)
- Naruto: Ultimate Ninja 2 (Rock Lee)
- Naruto: Clash of Ninja 3 (Rock Lee)